# Маргаретен
Маргаретен (на немски: Margareten) е петият окръг на Виена. Населението му е 55 427 жители (по приблизителна оценка от януари 2019 г.).

## Подразделения
- Лауренцергрунд
- Маргаретен
- Мацлайнсдорф
- Николсдорф
- Райнпрехтсдорф
- Хундщурм